# Plum City
Plum City est un village du comté de Pierce, dans l'État du Wisconsin, aux États-Unis. En 2020, il comptait une population de 596 habitants.